# 刘景范
刘景范（1910年9月20日—1990年8月9日），又名刘荡平，字子忠，陕西省保安县金鼎镇芦子沟村人。中华人民共和国政治人物。刘志丹胞弟。

## 生平
受祖父刘士杰影响，刘景范从小勤学，后因家庭负担辍学。1928年，跟随长兄刘志丹参加革命，并组建南梁游击队。1934年，率部在保安一帶发动游击；同年10月担任红二十六军第42师第2团团长。1935年，担任陕甘苏区革命军事委员会主席、陕甘省苏维埃政府主席兼军事部长，中共陕甘宁省委书记。
1937年任中共陕甘宁特区委员会执行委员，从事陕西等地的政权管理工作，并组织土地改革。
1949年，他担任陕甘宁边区政府代理主席、中共中央西北局常务委员，并兼任中国人民解放军第一野战军后勤部司令员。
中华人民共和国成立后，他担任中央人民政府政务院人民监察委员会第一副主任、中共中央监察委员会委员等职。1953年，他升任政務院人民監察委員會黨組書記。1955年，他担任中华人民共和国地质部副部长。文化大革命期间，因反党小说《刘志丹》案被牵连。1978年他获起用为中华人民共和国民政部副部长。此后担任中顾委委员。
1990年8月9日，刘景范在北京逝世。终年80岁。

## 家庭
与妻子李建彤有长女刘米拉，幼女刘索拉 ，子刘都都 。